# ميدان سباق الخيل في بيروت

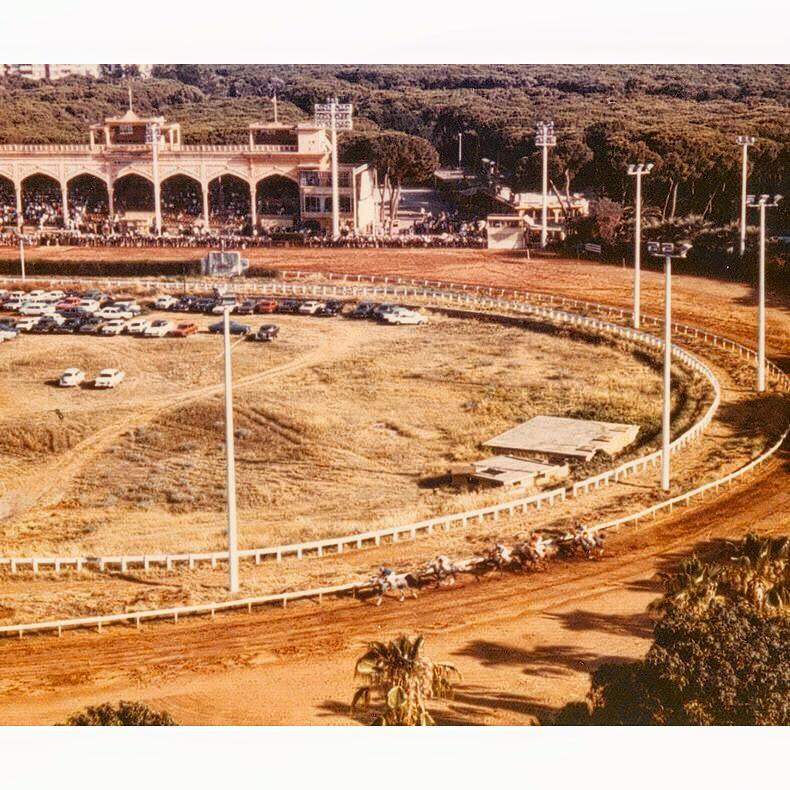
ميدان سباق الخيل في بيروت عام 1973

ميادين سباق الخيل في بيروت تعد العاصمة اللبنانية بيروت موطنًا لاثنين من ميادين سباق الخيل. أحد هاذين الميدانين يعود للعصر الروماني، والآخر حديث تم بناءه في أواخر القرن التاسع عشر.

## ميدان سباق الخيل الروماني في بيروت
يحتل ميدان سباق الخيل الروماني مساحة 3500 متر مربع بالقرب من كنيس ماغين أبراهام في وادي أبو جميل في  الحي اليهودي التاريخي في بيروت والذي تم اكتشافه في عام 1988.  كان ميدان سباق الخيل الروماني في بيروت هو الثاني الذي يتم اكتشافه في لبنان بعد الميدان في مدينة صور، مما جعل من لبنان موطنًا لاثنين من ميادين سباق الخيل الرومانية الخمسة المعروفة في بلاد الشام والمتمثلة بالثلاثة ميادين في قيصرية في إسرائيل وجرش في الأردن وبصرى في سوريا. يعتبر ميدان سباق الخيل الروماني في بيروت من بين أكبر هذه الميادين، حيث يضم مدرجًا يصل ارتفاعه إلى عدة أمتار ومسار سباق يصل طوله إلى أكثر من 90 مترًا. 

### المحافظة على الميدان
في عام 2009، أدرج وزير الثقافة تمام سلام الموقع رسميًا في قائمة الجرد العام للمباني التاريخية، وقرر أنه ينبغي الحفاظ عليه وتحويله إلى معلم سياحي.
وفقًا لمقال نشر في الصحيفة الفرنسية اليومية L’Orient le Jour، فقد وافق وزير الثقافة غابي لايون في ذلك الوقت في شهر آذار عام 2012 على خطط لبناء مجمع سكني فاخر على أنقاض ميدان سباق الخيل الروماني في بيروت متجاوزًا بذلك التوصيات لثلاثة من أسلافه الوزراء: طارق متري وسليم وردة وتمام سلام. وانتقد وزراء الثقافة الثلاثة السابقون خطوة لايون وأكدوا من جديد على أهمية حماية الموقع الأثري والحفاظ عليه.  جرت مسيرة في 24 آذار عام 2012 نظمها التجمّع للحفاظ على التراث اللبناني للاحتجاج على تدمير ميدان سباق الخيل كمحاولة لإلغاء قرار وزارة الثقافة بالسماح بالبناء فوق ميدان سباق الخيل. وبعد التقاضي الذي رفعه التجمع، علقت المحكمة في 31 أيار عام 2012 قرار وزارة الثقافة رقم 849 والذي يقضي بهدم ميدان سباق الخيل الروماني من أجل مشروع بناء علي الموقع، والموقع محمي في الوقت الحالي.

## مضمار سباق الخيل في بيروت
يقع هذا المضمار المخصص لسباق الخيول في منطقة حرش في بيروت المجاورة لشارع بدارو. في عام 1893، تم تأسيس مضمار سباق «المرمى» في مدينة بئر حسن. وكان أثرياء بيروت يرغبون في إنشاء مجمع للأندية يشتمل على مضمار على الطراز الغربي وكازينو.
في عام 1916، عهد والي بيروت عزمي بيك الذي دعم مشروع النادي بإنشائه إلى ألفريد سورسك الذي مول المشروع. وقع سورسك اتفاقية مع بلدية بيروت لإعادة تطوير 600000 متر مربع من غابات الصنوبر في بيروت، وكان المشروع يضم جسر عام وسينما وكازينو وسباق الخيل. وقد تم الانتهاء من ميدان سباق الخيل في عام 1921 من قبل أمين وبهجة عبد النور، بينما أصبح مبنى الكازينو مقرًا لسلطات الانتداب الفرنسية في لبنان.
في ستينيات القرن العشرين، أصبح ميدان سباق الخيل في بيروت واحداً من أكثر مسارات السباقات انشغالاً في العالم، حيث تقام فيه السباقات مرتين في الأسبوع بمعدل 52 أسبوعًا في السنة.
احتل الجيش الإسرائيلي ميدان سباق الخيل خلال غزو لبنان في عام 1982. ودخل الجيش الإسرائيلي إلى ميدان سباق الخيل في 4 آب.
يستضيف ميدان سباق الخيل أيضًا مهرجان The Garden Show & Spring Festival الذي يستقطب أكثر من 160 من أصحاب المعارض وأكثر من 24000 زائر عالمي.  في العام 2012 وخلال هذا المعرض، قامت شركة Meilland International للورد الفرنسي بتقديم «وردة بيروت» للجمهور والتي تم زراعتها تقديراً لعاصمة لبنان.

## الميدان في الأدب
في كتاب " Burial in Beirut" لأورين باركر:
«تحدّاه روب في سباق حول ميدان سباق الخيل. كان هذا الصرح التاريخي كبيرًا وبذل ريتش كل ما بوسعه، وسرعان ما تخطى روب».

## روابط خارجية
- official Website